# Ratiboř u Vsetína
Ratiboř (deutsch Ratiborsch) ist eine Gemeinde in der Mährischen Walachei in Tschechien. Sie liegt sieben Kilometer nordwestlich von Vsetín und gehört zum Okres Vsetín.

## Geographie
Ratiboř befindet sich im Osten der Hosteiner Berge. Das Dorf erstreckt sich im Tal des Baches Ratibořka, in den hier der Kobelný potok, die Hološínka und der Kateřinský potok einmünden. Nördlich erheben sich der Václavsko (550 m) und die Páleniska (503 m), im Osten die Kobyla (467 m), südöstlich die Ostrá hora (475 m), im Süden der Křížový (670 m), Ratibořský Grúň (678 m) die Kyčera (588 m) und Drastihlava (695 m), südwestlich die Fojtova hora (582 m) sowie im Nordwesten die Končiny (637 m) und Dubcová (575 m).
Nachbarorte sind Na Hranici, Trojčiny, U Holáňů und Mikulůvka im Norden, U Zádolu, Pržno, U Rafaje, Jablůnka und V Sojném im Nordosten, V Potoce, Granovská und Bobrky im Osten, Borčí, Formanka, Nivka und Semetín im Südosten, Hološín, U Vaculíků, U Šťastných, Kobelný und Pod Vrchem im Süden, U Zahumenů, U Dorniců und Hošťálková im Südwesten, Kosiska und U Malých im Westen sowie Končiny, U Valů, Poborov und Kateřinice im Nordwesten.

## Geschichte

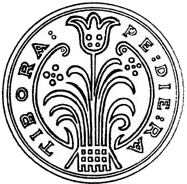
Historisches Ortssiegel

Das Dorf entstand wahrscheinlich im 13. Jahrhundert im Zuge der großen Kolonisation. Die erste schriftliche Erwähnung des Baches Ratibořka erfolgte 1306 in einer Urkunde des Königs Wenzel III. über die Gründung eines Zisterzienserklosters Tronus regis (Königsthron/Králův trůn) an der Mündung der Ratibořka in die Vsetínská Bečva. Da angenommen wird, dass die Ratibořka nach dem Dorf Ratiboř benannt wurde, muss dieses demnach auch bereits existiert haben. Das als Tochterkloster von Smilheim vorgesehene Kloster wurde jedoch nie errichtet, da Wenzel wenig später in Olmütz ermordet wurde.
Die erste urkundliche Erwähnung des zur Herrschaft Vsetín gehörigen Dorfes Ratiborz erfolgte 1504 in der Olmützer Landtafel. Im Jahr zuvor hatte Peter von St. Georgen und Bösing die Herrschaft an die fünf Brüder aus der Boleradicer Linie der Herren von Kunstadt verkauft. Im Landessteuerverzeichnis von 1516 sind für Ratiborz 21 Wirtschaften ausgewiesen. Von den slowakischen Bergen verbreitete sich die walachische Salaschenwirtschaft im 16. Jahrhundert nach Ostmähren. 1548 erwarben die Nekeš von Landek die Herrschaft, dabei wurde das Dorf als Ratibor bezeichnet. Zwischen 1567 und 1579 verwaltete Zdeněk Kavka Říčanský auf Brumov als Vormund des minderjährigen Jan Nekeš von Landek die Güter. Vor 1585 entstand in Ratiborz ein herrschaftlicher Hof. Zu dieser Zeit waren die meisten der Bewohner protestantisch geworden. 1613 überschrieb die verwitwete Lukrecia Nekešová von Landek die Herrschaft ihrem zweiten Ehemann Albrecht von Waldstein. Dieser ließ im selben Jahre die erloschene katholische Pfarre Pržno wieder errichten und berief die Jesuiten zur Rekatholisierung seiner Untertanen nach Vsetín. Waldstein trat nach dem Tode seiner Frau wieder in militärische Dienste und übertrug die Verwaltung seiner Herrschaften Václav Štáblovský von Kovalovice, dem er 20. August 1618 das Städtchen Pržno und die Mühle an der Mikulůvka für außerordentlichen Dienste schenkte. Nach dem Ausbruch des Dreißigjährigen Krieges beteiligten sich die Bewohner von Ratibor am Walachischen Aufstand. Nachfolgender Besitzer der Herrschaft wurde Zdenko Žampach von Potštejn. Am 14. Mai 1634 verkauften die Herren von Žampach die Herrschaft Vsetín an den Kardinal Péter Pázmány, der die Rekatholisierung mit Härte fortsetzte. Auch sein Erbe Nikolaus Pázmány de Panasz setzte diesen Kurs fort. Der Einfall der protestantischen Schweden in Mähren führte 1642 zu einer Ausweitung des Walachischen Aufstandes. Dieser wurde 1644 von den kaiserlichen Truppen blutig niedergeschlagen und vier Einwohner des Dorfes in Brünn hingerichtet. Ratibor bestand im Jahre 1644 aus 27 Anwesen.
Am 3. Mai 1652 verkaufte Nikolaus Pázmány die Herrschaft für 96.000 Taler an Georg Illesházy auf Trenčín. Im Hufenregister von 1657 sind für das Dorf die Vogtei mit einer Mühle und Brettsäge, zehn Grundstücke sowie 16 Podsedeken ausgewiesen. Außer der Vogteimühle befand sich im Oberdorf eine weitere Mühle und Brettsäge. Der Besitz der Vogtei war nicht erblich. 1666 hatte das Dorf 231 Einwohner. Nachdem sich die Besitzer der Vogtei aus der Untertänigkeit freigekauft hatten und den herrschaftlichen Bier-, Wein- und Branntweinschank einstellten, errichtete die Herrschaft auf dem Grund der Vogtei eine eigene Schänke. Am Weg nach Semetin wurde 1683 mit dem Hof Nivka ein zweiter herrschaftlicher Hof angelegt. Wegen der Zunahme der Straßenräuberei verhängte die Herrschaft zu Beginn des 18. Jahrhunderts das Standrecht über Briganten, damit konnten diese bei ihrer Ergreifung am nächsten Baum aufgehängt werden. 1776 bestand das Dorf aus 109 Häusern. Zu dieser Zeit erstarkte die evangelische Bewegung unter dem Prediger Jan Maniš. Der aus Růžďka stammende Maniš versuchte mehrfach Kaiser Josef II. zur Gewährung der Religionsfreiheit zu bewegen. Das am 13. Oktober 1781 erlassene Toleranzpatent erlebte Maniš nicht mehr, er verstarb kurz zuvor während seiner Verbannung nach Siebenbürgen. Im Jänner 1782 wurde Štěpán Nicolaides zum ersten offiziellen evangelischen Prediger von Ratibor berufen. Am 29. September 1782 erfolgte die Grundsteinlegung für die evangelische Kirche und bereits am 13. Oktober wurde sie anlässlich des einjährigen Jubiläums der Religionsfreiheit geweiht. Im darauf folgenden Jahr entstand in Ratibor ein evangelisches Pfarrhaus mit angeschlossener Schule. 1832 wurde die Gegend von einer Choleraepidemie heimgesucht, an der in Ratiboř binnen zwei Monaten 52 Menschen verstarben. 1834 bestand das Dorf aus 156 Häusern und hatte 1050 Einwohner, von denen sich 550 zur Augsburgischen Konfession bekannten. Neben der Landwirtschaft und der Viehzucht verdienten sich die Bewohner seit den 1830er Jahren in Heimarbeit mit der Fertigung von Taschenmessern (křivák) ein Zubrot. Im Jahre 1843 bestanden in Ratiboř drei Mühlen mit vier angeschlossenen Brettsägen. Durch das Dorf führte der Handelsweg nach Hošťálková und Rajnochovice. Mit Ausnahme des Pfarrhauses und des herrschaftlichen Hofes waren sämtliche Gebäude aus Holz erbaut. Der untertänige Grundbesitz wurde 1847 stark verkleinert. Wegen der schlechten Lebenssituation setzte ab 1848 eine Auswanderungswelle nach Nordamerika, vor allem nach Texas ein, wo die Auswanderer im Bell County die Ansiedlungen Ratibor und Zabcikville gründeten. Weitere Gräber der Emigranten befinden sich auf dem Friedhof von Oaker. Bis zur Mitte des 19. Jahrhunderts blieb Ratiboř immer zur Herrschaft Vsetín untertänig.
Nach der Aufhebung der Patrimonialherrschaften bildete Ratiborž ab 1850 eine Gemeinde in der Bezirkshauptmannschaft Meziříčí und dem Gerichtsbezirk Vsetín. Zu dieser Zeit hatte die Gemeinde 1131 Einwohner. 1867 erfolgte der Bau eines neuen Schulhauses für die evangelische Schule. Im Jahre 1869 wurden in 55 der 162 Häuser des Dorfes in Heimarbeit Taschenmesser gefertigt. Ab 1871 wurde die evangelische Schule zur öffentlichen Schule umgewandelt. 1881 entstand in Ratiboř ein Zweigwerk der Bugholzmöbelfabrik Jacob & Josef Kohn, das im Jahre 1922 130 Beschäftigte hatte. Zudem flochten etwa 100 weitere Einwohner in Heimarbeit aus Weidenruten Sitzflächen für die Möbel. Die Gebrüder Thonet errichteten zum Ende des 19. Jahrhunderts in Ratiboř eine Dampfschälerei für Weidenruten aus ihrer Plantage in Jablůnka. Am 14. Januar 1890 entstand in der herrschaftlichen Weidenschälerei eine Freiwillige Werkfeuerwehr, diese wurde 1911 zur Freiwilligen Feuerwehr Ratiboř erweitert. Seit 1910 gehört der Ort zum Bezirk Vsetín. 1929 stellte die Bugholzmöbelfabrik Kohn ihren Betrieb ein. Zwischen 1929 und 1930 erfolgte der Bau einer neuen Schule. Während der deutschen Besetzung operierte in den umliegenden Wäldern die zur die 1. Tschechoslowakischen Partisanenbrigade “Jan Žižka von Trocnov” gehörige Partisanengruppe „Clay Eva“. Seit 1998 führt die Gemeinde ein Wappen und Banner.

## Gemeindegliederung
Für die Gemeinde Ratiboř sind keine Ortsteile ausgewiesen, die Gemeinde besteht aus den Katastralbezirken Hološín-Borčí, Kobelný und Ratiboř u Vsetína. Zu Ratiboř gehören die Ansiedlungen Borčí, Hološín, Kobelný, U Šťastných, U Vaculíků und Nivka.

## Sehenswürdigkeiten
- Evangelische Kirche, erbaut 1842–1861 anstelle eines hölzernen Vorgängerbaus von 1782. Der Kirchenbau musste 1843 wegen Geldmangels zunächst eingestellt werden. Am 31. Oktober 1861 wurde die nach Plänen des Wiener Architekten Ludwig Förster vollendete Kirche schließlich geweiht. Hinter dem Altar wurde ein ausgehöhlter Stein eingemauert, der den Protestanten von Ratiboř während der religiösen Verfolgung auf den Machalový Paseky als Versteck ihrer Gebetbücher gedient hatte.
- Gedenkstein für den gefallenen Partisanen Boris, nördlich des Dorfes
- Gedenkstein für den evangelischen Prediger Jan Maniš, im Wald am Westhang der Kyčera, errichtet 2001
- Naturdenkmal Křížový, Felsaufschluss am Südosthang des gleichnamigen Berges[2]
- Naturdenkmal Zbrankova stráň, nördlich des Dorfes, ehemaliger Weideplatz in Südhanglage sowie Hangquellgebiet über der Mündung des Kateřinský potok[3]

## Persönlichkeiten

### Söhne und Töchter der Gemeinde
- Ladislav Baletka (* 1944), Historiker und Archivar

### In Ratiboř lebten und wirkten
- Jan Maniš (1746–1781), evangelischer Volksprediger. Maniš war einer der Vorkämpfer für das Toleranzpatent. 1777 reiste er erfolglos nach Wien um bei Kaiser Josef II. eine Religionsfreiheit zu erwirken. Danach lebte er in Kobelný in einem Versteck. Im Jahre 1779 wurde Maniš auf dem Weg nach Teschen, wo er den Kaiser während eines Weltkongresses erneut zu einem Gespräch aufsuchen wollte, verhaftet und auf die Festung Spielberg verbracht. Nach dreimonatiger Festungshaft und einwöchiger Prangerstrafe an Brünner Markt wurde Maniš nach Siebenbürgen verbannt, wo er 1781 noch vor dem Erlass des Toleranzpatents verstarb.